# 廣井法代
廣井 法代（ひろい のりよ、1976年5月3日 - ) は、日本のアルペンスキーヤーである。新潟県小千谷市出身。新潟県立湯沢高等学校卒業。1998年長野オリンピック、および2002年ソルトレークシティオリンピックと2006年トリノオリンピックに出場した。

## 参照資料
1. ↑  1998年長野オリンピック廣井法代選手プロフィール
2. ↑  “Noriyo Hiroi”. SR/Olympic Sports.   Sports Reference LLC. 2011年5月4日閲覧。